# San Gillio
San Gillio es un municipio italiano situado en la ciudad metropolitana de Turín, en Piamonte. Tiene una población estimada, a fines de abril de 2024, de 3265 habitantes.

## Evolución demográfica
| Gráfica de evolución demográfica de San Gillio entre 1861 y 2024 |
|                                                                  |
| Fuente: ISTAT - Elaboración gráfica de Wikipedia                 |